# Sicarius hahni
Sicarius hahni, còn được gọi là nhện cát sáu mắt, là một loài nhện trong họ Sicariidae.